# Yu Nan
Yu Nan (余男) est une actrice chinoise, née le 5 septembre 1978 à Dalian.

## Biographie
Yu Nan est diplômée en 1999 de l'Académie de cinéma de Pékin. 
Elle commence sa carrière avec le film Éclipse de lune (1999) pour lequel elle gagne, au festival du film asiatique de Deauville, le lotus de la meilleure actrice. Elle tourne ensuite avec le même réalisateur (Wang Quan'an) trois films dont Jing zhe (2004) qui lui vaut le prix d'interprétation féminine au Festival du film de Paris 2004, puis Le Mariage de Tuya (2006), Ours d'or à Berlin en 2007 ainsi que le prix d'interprétation féminine du Festival international du film de Chicago et enfin La Tisseuse (2009) qui remporte le prix spécial du jury du Festival des films du monde de Montréal la même année.
En 2008, elle participe au film hongkongais Deadly Delicious de Zhao Tianyu puis  à Une famille chinoise du réalisateur Wang Xiaoshuai qui gagnera l'Ours d'argent du meilleur script à Berlin.
En 2009, elle tourne le premier western chinois No Man Land (无人区) du réalisateur Ning Hao[réf. souhaitée].
Parlant déjà parfaitement anglais, elle apprend le français pour jouer Fureur (2003). Sa réputation internationale la conduit à jouer dans d'autres films étrangers, un film taïwanais en 2008 My DNA Says I Love You ainsi que dans trois films américains, en 2007 Diamond Dogs, en 2008 Speed Racer des Wachowski et en 2012 Expendables 2 : Unité spéciale au côté d'acteurs célèbres comme Sylvester Stallone, Jason Statham ou encore Bruce Willis.
Ses larges connaissances du 7e art l'ont, déjà, souvent amenée à être membre du jury de nombreux festivals de cinéma chinois et international.
- Festival international du film de Pusan en 2007
- Festival international du film de Chicago en 2008
- Golden rooster festival en 2009
- Festival international du film de Shanghai en 2009[2]
- Berlinale en 2010
- Festival international du film de Shanghai en 2013

## Filmographie
| Année | Titre Anglais                  | Titre Français                      | Titre Chinois                             | Rôle            | Réalisateur               |
| ----- | ------------------------------ | ----------------------------------- | ----------------------------------------- | --------------- | ------------------------- |
| 1999  | Lunar Eclipse                  | Éclipse de Lune                     | 月蚀 (yue shi)                            | Ya Nan          | Wang Quan'an              |
| 2003  |                                | Fureur                              | 狂怒 (kuang nu)                           | Chinh           | Karim Dridi               |
| 2004  | The story of ermei             | Jing zhe                            | 惊蛰 (Jingzhe)                            | Ermei           | Wang Quan'an              |
| 2006  | Tuya's marriage                | Le Mariage de Tuya                  | 图雅的婚事 (tu ya de hun shi)             | Tuya            | Wang Quan'an              |
| 2007  | My DNA Says I Love You         | My DNA Says I Love You              | 基因决定我爱你 (ji yin jue ding wo ai ni) | Marlene         | Yun Chan Lee              |
| 2007  | Diamond Dogs                   | Diamond Dogs                        | 权杖 (quan zhang)                         | Anika           | Shimon Dotan              |
| 2008  | In Love We Trust (Left, Right) | Une famille chinoise                | 左右 (zuo you)                            | Dong Fan        | Wang Xiaoshuai            |
| 2008  | Speed Racer                    | Speed Racer                         | 极速赛车 (ji su sai che)                  | Horuko Togokhan | les Wachowski             |
| 2008  | Deadly Delicious               | Deadly Delicious                    | 双食记 (shuang shi ji)                    | Lie Chun yen    | Zhao Tianyu               |
| 2009  | Looking for Jackie             | Looking for Jackie                  | 寻找成龙                                  | Réalisatrice    | Fang Gangliang Jiang Ping |
| 2009  | Weaving girl                   | La Tisseuse                         | 纺织姑娘 (Fang zhi gu niang)              | Lily            | Wang Quan'an              |
| 2010  | Wind Blast                     | Wind Blast                          | 西風烈                                    | Nora            | Gao Qun Shu               |
| 2011  | No Man Land                    | No Man Land                         | 无人区 (wu ren qu)                        | Ye Bali         | Ning Hao                  |
| 2011  | Design of death                |                                     | 杀生 （Sha Sheng）                        | Ma Guafu        | Guan Hu                   |
| 2011  | Xun Ren Qi Shi                 |                                     | 寻人奇事 (Xun Ren Qi Shi)                 | Zhang Xiaoyue   | Kang Zhenghao             |
| 2012  | The Expendables 2              | Expendables 2 : Unité spéciale      | 敢死队2                                   | Maggie Chan     | Simon West                |
| 2012  | Cold Harbour                   |                                     |                                           | Mei             | Carey McKenzie            |
| 2013  | Beloved                        |                                     | 亲爱 (qin ai)                             | Xui Nin         | Li Xinman                 |
| 2013  | Feed me                        |                                     | 哺乳期的女人 (bu ru qi de nu ren)         | Woman           | yang ya zhou              |
| 2013  | Silent Witness                 |                                     | 全民目击 (quan min mu ji)                 | Zhou Li         | fei xing                  |
| 2014  | Beijing Love story             |                                     | 北京爱情故事 (BeiJing aiqing gushi)       | Zhang Lei       | Sicheng Chen              |
| 2014  | Lord of Shanghai               |                                     | 上海王                                    | Xiao yue gui    | Hu Xue Hua                |
| 2014  | The Taking of Tiger Mountain   | La Bataille de la Montagne du Tigre | 智取威虎山                                | Qang Lian       | Tsui Hark                 |
| 2015  | Wolf War                       | Wolf Warrior                        | 战狼                                      | long xiao yun   | Wu Jing                   |

## Distinctions
- Festival du film asiatique de Deauville 2001 : meilleure actrice pour Eclipse de Lune
- Festival du film de Paris 2004 : meilleure actrice pour Jing zhe (The Story of Ermei)
- Festival international du film de Chicago 2007 : meilleure actrice pour Le Mariage de Tuya